# فيديودروم
فيديودروم (بالإنجليزية: Videodrome)‏ هو فيلم رعب خيال علمي كندي من تأليف وإخراج ديفد كروننبرغ ومن بطولة جيمس وودز، سونيا سميتس، ديبي هاري وليزلي كارلسون، صدر الفيلم في 4 فبراير 1983.

## روابط خارجية
- فيديودروم على موقع IMDb (الإنجليزية)
- فيديودروم على موقع ميتاكريتيك (الإنجليزية)
- فيديودروم على موقع الموسوعة البريطانية (الإنجليزية)
- فيديودروم على موقع روتن توميتوز (الإنجليزية)
- فيديودروم على موقع نتفليكس (الإنجليزية)
- فيديودروم على موقع ألو سيني (الفرنسية)
- فيديودروم على موقع Turner Classic Movies (الإنجليزية)
- فيديودروم على موقع أول موفي (الإنجليزية)
- فيديودروم على موقع بوكس أوفيس موجو (الإنجليزية)
- فيديودروم على موقع فيلمافينيتي (الإسبانية)

لم يتم العثور على روابط لمواقع التواصل الاجتماعي.